# Turecká
Turecká é um município da Eslováquia localizado no distrito de Banská Bystrica, região de Banská Bystrica.

## Demografia
| Ano:        | 1994 | 2004   | 2014   | 2024    |
| ----------- | ---- | ------ | ------ | ------- |
| Broj ljudi: | 137  | 139    | 147    | 165     |
| Razlika:    |      | +1,45% | +5,75% | +12,24% |

| Ano:               | 2023 | 2024   |
| ------------------ | ---- | ------ |
| Número de pessoas: | 158  | 165    |
| Diferença:         |      | +4,43% |